# Refugi d'Amitges
El Refugi d'Amitges és un refugi d'alta muntanya dels Pirineus catalans propietat del Centre Excursionista de Catalunya (CEC), que està situat a 2.365 m d'altitud, al sud-oest de l'estany Gran d'Amitges, a la Vall de Ratera, dins del terme municipal d'Espot, a la comarca del Pallars Sobirà de la província de LLeida i dins dels límits del Parc Nacional d'Aigüestortes i Estany de Sant Maurici. El refugi, inaugurat l’any 1966 i reformat el 1984, està guardat tot l'any i té capacitat per a 74 places per a dormir, cal fer una reserva prèvia.
El refugi, de dues plantes i golfes, disposa de dos dormitoris compartits de gran cabuda amb llitera correguda, un per a 44 persones i un altre per 22 persones. També disposa de servei de menjars i begudes, aigua corrent, lavabos, tres WC, dutxes d’aigua calenta, telèfon públic, wifi gratuït, sabatilles de descans, llum elèctrica produïda per plaques solars amb el suport d'un grup electrogen, connexió amb el servei de taxis del Parc Nacional i amb els refugis de la zona, així com d'una emissora de ràdio connectada amb el Grup de Rescat de Muntanya dels Bombers de la Generalitat.
Quan la part guardada del refugi és tancada, queda obert el refugi d’emergència amb capacitat per a 12 places per dormir. Aquest està equipat amb matalassos i mantes, una estufa de gas, així com una emissora SOS.
És punt de pas de la travessa dels refugis del Parc Nacional d'Aigüestortes i Estany de Sant Maurici coneguda com Carros de Foc i serveix de base per fer excursions a peu, esqui de muntanya, raquetes de neu i escalada a les Agulles d’Amitges i les Agulles de Bassiero, així com ascensions als cims del Gran Tuc de Colomers (2.933 m), Tuc de Ratera (2.861 m), Pic de Saboredo (2.827 m) i Pic de Bassiero (2.898 m).

## Accés
A l’estiu s’arriba amb cotxe particular fins a l’aparcament de l’entrada del Parc Nacional d’Aigüestortes i Estany de Sant Maurici ubicat als Prats de Pierró. Des d’aquí cal seguir a peu durant poc més d'una hora fins a l'Estany de Sant Maurici per un sender ben indicat anomenat "La ruta de l’isard” i, des Sant Maurici cal continuar per una pista, també ben indicada, que havent passat per l'Estany de Ratera, l'Estanyola de Ratera, l'Estany de la Bassa i el Pí d'Amitges, s'arriba en poc menys de dues hores. al refugi.
Per aquells que no volen pujar caminant, també hi ha l’opció d’arribar amb el servei de Taxis 4x4 que passant per l'Estany de Sant Maurici i l'Estany de Ratera ens deixa davant del refugi.
De l'1 de desembre fins a Setmana Santa, no es pot pujar amb cotxe fins l’aparcament degut a la neu i al gel que poden cobrir la carretera. Tan sols els taxis 4x4 i vehicles autoritzats poden pujar. Cal deixar el cotxe a Espot.

## Història
El Refugi de Amitges s'inaugurà el 25 de setembre de 1966, després de les obres de rehabilitació realitzades pel Centre Excursionista de Catalunya, durant l'estiu de 1966, sobre un antic barracó construït quan es van fer les obres de la presa de l'Estany Gran d'Amitges. La reformà consistí en la construcció d'un nou teulat (fustes i planxes de zinc), la col·locació de portes i finestres, de la construcció de dues llars de foc, així com la construcció i instal·lació de lliteres, taules, prestatges i bancs d'obra.
En aquesta primera època, el refugi tenia una zona guardada per a ús exclusiu dels socis, amb una capacitat per a dormir de 16-18 places, i una zona lliure amb capacitat per a dormir de 35-40 places. L'estiu de 1974 el refugi es convertir en refugi guardat i es modificà la distribució original, la part tancada exclusiva per als socis del CEC es va convertir en el refugi lliure d'hivern, amb dues lliteres amb capacitat per a 16 persones per a dormir, una llar de foc, taula, bancs i prestatges. I l'antiga zona lliure, més llarg i allargassada, passà a transformar-se en el refugi guardat, amb una part privada pels guardes amb cuina, lavabo, dutxa rebost i dormitori.
Al setembre de 1982, es tirà a terra la teulada de l'antic refugi i es comença a construir un de nou sobre el vell, aprofitant fonaments i parets interiors. El nou edifici, al qual s'aporta aigua corrent mitjançant un sistema de canonades des del torrent que alimenta l'Estany Gran d'Amitges, es va inaugurar el 13 d'octubre de 1984. A l'estiu de 1986 es realitzaren noves reformes amb la construcció d'un entresolat de fusta que creà unes noves golfes per a ús dels guardes i es tancà i aïllà el menjador, i també, es climatitzà amb una estufa de central de llenya. L'estiu de 1993 es dotà al refugi de plaques solars.

## Ascensions i travessies
- Ascensió a l'Agulla Gran d’Amitges. Duració 2-2.30 h.[5][4]
- Ascensió al Pic d’Amitges. Duració 3-4 h.[5][4]
- Ascensió al Tuc de Saboredo. Duració 3-4 h.[5][4]
- Ascensió al Bassiero Occidental. Duració 4.30 h.[5][4]
- Ascensió al Pic del Portarró. Duració 4-5h.[5][4]
- Ascensió a l'Agulla del Portarró. Duració 5 h.[5][4]
- Ascensió al Pui Pla o de l’Ordigal. Duració 5 h.[5]
- Ascensió al Tuc de Ratera. Duració 5 h.[5][4]
- Travessa Carros de Foc. inici i final de les etapes: Refugi Ernest Mallafré – Refugi d'Amitges (1h 15min -2h) i Refugi d'Amitges – Refugi de Saboredo (2h-3h).